# Região Geográfica Intermediária de Uruguaiana
A Região Geográfica Intermediária de Uruguaiana é um dos oito regiões intermediárias do estado brasileiro do Rio Grande do Sul e uma das 134 regiões intermediárias do Brasil, criadas pelo Instituto Brasileiro de Geografia e Estatística (IBGE) em 2017. É composta por 10 municípios, distribuídos em três regiões geográficas imediatas.
Sua população total estimada pelo Instituto Brasileiro de Geografia e Estatística (IBGE) para 1º de julho de 2018 é de 455 741 de habitantes, distribuídos em uma área total de 39 117,694 km².
Uruguaiana é o município mais populoso da região intermediária, com 127 079 habitantes, de acordo com estimativas de 2018 do Instituto Brasileiro de Geografia e Estatística (IBGE).